# 布朗科 (喬治亞州)
布朗科（英語：Bronco）是位於美國喬治亞州沃克縣的一個非建制地區。該地的面積和人口皆未知。

## 地理
布朗科的座標為34°39′36″N 85°20′34″W / 34.66000°N 85.34278°W，而該地的平均海拔高度為230米（即755英尺）。